# Evernia
Evernia Ach. (mąkla) – rodzaj grzybów z rodziny tarczownicowatych (Parmeliaceae). Zaliczany jest także do grupy porostów.

## Systematyka i nazewnictwo
Pozycja w klasyfikacji według Index Fungorum: Parmeliaceae, Lecanorales, Lecanoromycetidae, Lecanoromycetes, Pezizomycotina, Ascomycota, Fungi.
Niektóre synonimy naukowe: Everniomyces Cif. & Tomas., Hologymnia Nyl.:
Nazwa polska według Krytycznej listy porostów i grzybów naporostowych Polski.

## Gatunki występujące w Polsce
- Evernia divaricata (L.) Ach. 1810[5] – mąkla rozłożysta
- Evernia mesomorpha Nyl.[5] 1861 – mąkla odmienna
- Evernia prunastri (L.) Ach. 1810 – mąkla tarniowa

Wykaz gatunków (nazwy naukowe) na podstawie Index Fungorum. Nazwy polskie według checklist